# Adrián Villar Rojas
Pour les articles homonymes, voir Villar et Rojas.
Adrián Villar Rojas, né en 1980 à Rosario (Argentine), est un sculpteur argentin.
Il est connu pour ses œuvres fantastiques élaborées qui explorent les notions de l'anthropocène et de la fin du monde. Dans son rêve comme des installations, il utilise des aspects du dessin, de la sculpture, de la vidéo et de la musique pour créer des situations immersives dans lesquelles le spectateur est confronté à des idées et des images de leur extinction imminente.

## Biographie
Villar Rojas étudie les beaux-arts à l'Université de Rosario, en Argentine. Il travaille avec une équipe de production qui voyage pour former un studio nomade pour chaque nouveau projet qu'il appelle sa « compagnie de théâtre ». Ses œuvres sont principalement détruites à la fin de chaque exposition, mais d'une manière ou d'une autre, elles restent vivantes à travers des restes qui sont reportés dans les œuvres suivantes.
Le travail d'Adrián Villar Rojas a été exposé aux Musée du Louvre, MoMA PS1, Serpentine Sackler Gallery, Museum Haus Konstruktiv, the High Line, Moderna Museet, Fondazione Sandretto Re Rebaudengo, Metropolitan Museum of Art (Roof Garden Commission), Kunsthaus Bregenz, the Observatoire national d'Athènes et Geffen Contemporary au MOCA.
Il  participe également à la Triennale du New Museum of Contemporary Art à New York, à la documenta 13, à la 9e Biennale de Shanghai en 2012 ; aux 12e et 14e Biennales d'Istanbul en 2011 et 2015, à la 12e Biennale de La Havane, Cuba, à la 12e Biennale de Sharjah aux Émirats arabes unis en 2015 et la 6e Biennale de Marrakech en 2016.
L'œuvre de Villar Rojas, La plus belle de toutes les mères, a été exposée au large de la mer de Marmara au large de l'île de Büyükada et devant la maison turque en exil de Léon Trotski dans le cadre de la Biennale d'Istanbul 2015. Son effort a été le travail le plus discuté sur les médias sociaux de tous les efforts de l'exposition,,.
En 2017, il a été mandaté par le Metropolitan Museum of Art de New York pour une installation sculpturale pour sa série continue d'expositions d'œuvres contemporaines sur le toit de l'institution. Villar Rojas a créé le Théâtre de la Disparition qui est un dîner comme une dépense sculpturale reproduisant numériquement des objets numérisés de la propre collection du musée. Il s'agissait de l'une des quatre expositions partageant le même titre, toutes ouvertes en 2017 au Metropolitan Museum of Art, New York, au Kunsthaus Bregenz, Vorarlberg, Autriche, à l'Observatoire national d'Athènes, commandée et organisée par NEON Organization, et le Geffen Contemporary au MOCA, Los Angeles.

## Récompenses
- Prix Benesse (2011) pour son installation spécifique au site The Murdered of Your Heritage (2011), pavillon argentin, Arsenal lors de la 54e exposition internationale d'art de la Biennale de Venise[11],[12]
- Zurich Art Prize (2013) décerné par le Museum Haus Konstruktiv et Zurich Insurance Group Ltd[13]
- Prix de la Biennale de Sharjah (2015) pour le Planétarium (2015), une intervention à grande échelle sur site dans l'ancienne fabrique de glace de Kalba sur la côte Est de Sharjah lors de la 12e Biennale de Sharjah[14]
- Prix Canson (2015) pour son travail sur papier[15],[16]